# فاطمة بنت حمزة بن عبد المطلب
فاطمة بنت حمزة بن عبد المطلب، صحابية، وابنة عم رسول الله .

## سيرتها
ذكر ابن سعد من أبناء حمزة: أمامة، ذكر التِّلمساني أن لحمزة بنتين وهما أم أبيها واسمها أمامة وأم الفضل، وذكر ابن قدامة المقدسي أن لحمزة ثلاث بنات وهم أمامة وفاطمة وأم الفضل، وجاء في موقع إسلام ويب أنه كان لحمزة أبناء وبنات عاشوا بعده، وسمي لنا منهم عمارة ويعلى وأمة الله وأمامة.
وجاء مصادر أخرى أن لحمزة بنتين وهما أمامة وفاطمة وأن لهما صحبة. وقال عبد الواحد المظفر بعد عرض أقوال المؤرخين في أبناء حمزة: «وعلى هذه الأقوال كلها ينتج أن لحمزة ولدان هما عمارة ويعلى وبنتان: أمامة وهي المكناة بأم أبيها، وفاطمة، وترجم لها في الإصابة وقال: تكنى أم الفضل، وذكر حديث الفواطم وقال: الرابعة زوجة عقيل.».
وكانت فاطمة كانت تُكنى أم الفضل. وقيل بأن أمها بنت الملّة بن مالك، ولفاطمة صحبة، ولا عقب لها. وروى علي بن أبي طالب قال: أهدي إلى رسول الله  حلة إستبرق، فقال: «اجْعَلْهَا خُمرًا بَيْنَ الْفَوَاطِمِ»، فشققتها أربعة أخمرة: خمارًا لفاطمة بنت رسول الله ، وخمارًا لفاطمة بنت أسد، وخمارًا لفاطمة بنت حمزة، ولم يذكر الرابعة، قال ابن حجر العسقلاني: ولعلها امرأة عقيل.
وقال الشيخ الأميني: «فاطمة بنت حمزة بن عبد المطلب * روى الحديث عنها ابن عقدة، والمنصور الرازي في كتاب الغدير.». وقال علي النمازي الشاهرودي: «فاطمة بنت حمزة بن عبد المطلب: من رواة حديث الغدير، كما في كتاب الغدير».

## طالع أيضًا
- حمزة بن عبد المطلب
- أمامة بنت حمزة بن عبد المطلب